# J'habite en France (album)
Pour l’article homonyme, voir J'habite en France (chanson).
Albums de Michel Sardou
Petit - Les Ricains
(1971)
Singles
1. America, America
Sortie : septembre 1969
2. Les Bals populaires
Sortie : mars 1970
3. J'habite en France
Sortie : octobre 1970

J'habite en France est le premier album studio publié de Michel Sardou enregistré au studio C.B.E – le premier produit par Tréma, sous le label Philips – en octobre 1970.

## Historique
Chez Barclay, Michel Sardou a enregistré, entre 1965 et 1968, plusieurs 45 tours. En rupture avec sa première maison de disques faute de succès, exception faite pour la chanson Les Ricains qui lui valut un début de notoriété du fait de la censure qui frappa le titre, peu apprécié par le président de la République Charles de Gaulle (qui peu avant avait retiré la France de l'OTAN).
Désormais sous le label Tréma (société fondée par Jacques Revaux et Régis Talar à l'attention de Sardou), le chanteur publie en 1970 son premier album. L'opus (diffusé par Philips), est aussi celui des premiers succès avec les titres Les Bals populaires, Et mourir de plaisir et J'habite en France, qui, appréciés du public, sont des succès commerciaux lors de leurs diffusions en singles.

### Autour de l'album
- Référence originale : Philips 6325183[2]

Michel Sardou réenregistre, avec de nouvelles orchestrations, deux titres de sa période Barclay : Petit et Les Ricains, auquel il donne une suite, Monsieur le Président de France ; chanson sur laquelle il invective directement le président Georges Pompidou (successeur de Charles de Gaulle). Ce faisant (en cette époque de manifestations contre les États-Unis engagés dans la guerre du Vietnam), le chanteur se met dans la peau d'un Américain écrivant au président de la République française pour lui rappeler que la France a un devoir de reconnaissance et de mémoire envers les États-Unis et ses soldats tombés pour la libérer en 1944 :
« Monsieur le Président de France, Je vous écris du Michigan, Pour vous dire qu'à  côté d'Avranches, Mon père est mort il y a vingt ans »
 [...] 
« Dites à ceux qui ont oublié, À ceux qui brûlent mon drapeau, Qu´en souvenir de ces années, Ce sont les derniers des salauds. Monsieur le Président de France, Je vous écris du Michigan, Pour vous dire que tout près d´Avranches, Une croix blanche porte mon nom. Rappelez-le de temps en temps. »

## Titres

### Album original
| No  | Titre                           | Auteur                                                       | Durée |
| --- | ------------------------------- | ------------------------------------------------------------ | ----- |
| 1.  | J'habite en France              | Michel Sardou - Vline Buggy / Jacques Revaux                 | 2:49  |
| 2.  | Petit                           | Michel Sardou / Jacques Revaux                               | 2:54  |
| 3.  | Monsieur le Président de France | Michel Sardou / Jacques Revaux                               | 2:52  |
| 4.  | America, America                | Michel Sardou - Vline Buggy / Jacques Revaux - Pierre Billon | 3:41  |
| 5.  | Restera-t-il encore             | Michel Sardou / Jacques Revaux                               | 2:54  |
| 6.  | Et mourir de plaisir            | Michel Sardou - Vline Buggy / Jacques Revaux                 | 2:56  |
| 7.  | Les Dimanches                   | Michel Sardou - Pierre Delanoë / Jacques Revaux              | 2:27  |
| 8.  | Auprès de ma tombe              | Michel Sardou / Jacques Revaux                               | 2:47  |
| 9.  | Les Ricains                     | Michel Sardou / Guy Magenta                                  | 2:26  |
| 10. | La Neige                        | Michel Sardou - Vline Buggy / Jacques Revaux                 | 4:00  |
| 11. | Quelques mots d’amour           | Michel Sardou - Vline Buggy / Jacques Revaux                 | 2:59  |
| 12. | Les Bals populaires             | Michel Sardou - Vline Buggy / Jacques Revaux                 | 3:07  |

### Titres bonus
Cet album a été réédité en 2004 sous le label AZ avec les titres bonus suivants :
- Le Rire du sergent
- Laisse-moi vivre (extrait de l'Olympia 71)
- Je t'aime, je t'aime
- Vive la mariée
- La corrida n'aura pas lieu

## Crédits
- Orchestre de Jean-Claude Petit sauf : Petit (Orchestre de Christian Chevallier) et Les Ricains (Orchestre de Clyde Borly)
- Prise de son : Bernard Estardy
- Direction artistique : Jacques Revaux et Régis Talar

## Singles
- 1969 : America, America / Monsieur le Président de France
- 1970 : Les Bals populaires / Et mourir de plaisir
- 1970 : J'habite en France / Restera-t-il encore ?
- 1971 : Le Rire du sergent / Vive la mariée (figure sur la réédition)
- 1971 : Je t'aime, je t'aime / La corrida n'a pas eu lieu (figure sur la réédition)